# 커뮤니티 컴퓨팅
커뮤니티 컴퓨팅(community computing)은 사용자 주변의 사물들이 사용자의 의도를 파악하고 커뮤니티를 구성하여 서비스를 제공하는 협업지능 컴퓨팅을 뜻한다. 커뮤니티(community)는 동일 지역에 있는 사람들이나 동일한 취미를 가진 사람들의 집합이라는 개념으로 이미 널리 사용하고 있는 의미를 확장하여 커뮤니티 컴퓨팅에서는 유비쿼터스컴퓨팅 지능공간(USS: Ubiquitous Smart Space) 아래에서 하나의 서비스가 다수의 협력하는 개체들의 집합인 커뮤니티로 모델링하고, 서비스는 커뮤니티에 참여하는 개체들 사이의 상호 작용을 통해서 제공된다. 커뮤니티가 구성되는 조건의 역동성에 따라 커뮤니티의 종류를 크게 정적(static), 동적(dynamic), 자율적(autonomic) 커뮤니티로 구분한다.

## 서비스
건강관리를 도와주는 헬스 케어 커뮤니티(health care community)와 응급상황에 대처할 수 있는 이머전시 노티피케이션 커뮤니티(emergency notification community), 그리고 이런 커뮤니티가 이루어질 수 있는 환경/생체 데이터를 제공하는 리딩 인바이런먼트 커뮤니티(reading environment community)로 구성되어 상호 유기적으로 협력하여 하나의 큰 서비스를 제공하고 있다.